# Haplocaris
Haplocaris is een geslacht van uitgestorven kreeftachtigen uit de klasse van de Malacostraca (hogere kreeftachtigen).

## Soort
- Haplocaris stewarti (Jell, 1980) †